# Tuvana Türkay
Tuvana Türkay (Üsküdar, 3 de outubro de 1990) é uma atriz de cine e televisão turca. Tambem é cantora.